# Jean-Baptiste de La Chapelle
Jean-Baptiste de La Chapelle (n. c. 1710 – d. 1792, la Paris) a fost un preot, matematician și inventator francez.
A contribuit cu 270 de articole la prestigioasa Encyclopédie în domenii ca: aritmetică, geometrie.
În iunie 1747 a fost admis ca membru al Royal Society.
De asemenea, a mai fost membru și al altor academii.
A îndeplinit funcția de Censor al Curții Regale.
A realizat unele descoperiri foarte utile.
A dus o viață retrasă, dedicându-și timpul studiului matematicii și companiei câtorva prieteni.

## Scrieri
- 1743: Discours sur l'Étude des mathématiques (Paris)
- 1786: Institutiones de géométrie... (Paris)
- 1750: Traité des Sectiones coniques...
- 1774: Traité de construction du Scaphandre (Paris).